# Marcial Gómez Parejo
Marcial Gómez Parejo (Hinojosa del Duque, Còrdova, 5 de juliol 1930 - 1 de juny 2012) fou un pintor i dibuixant andalús conegut per la seva obra imaginativa i de realisme màgic.
En els seus inicis artístics fou influenciat pel dibuixant de còmic estatunidenc Alex Raymond, creador de Flash Gordon, entre el 1949 i el 1953. La vinyeta, va declarar, va suposar el seu nexe inicial amb les manifestacions artístiques.
En els anys 60 començà a treballar per a la indústria tèxtil a Barcelona, on va crear sèries de guaix amb influències del constructivisme geométric, amb motius vegetals i altres de les arts ornamentals del nord d'Europa i la Unió Soviètica, llocs que va visitar en aquesta dècada.
A partir dels anys 1970 deixà el món de l'estampació i inicià una pintura figurativa a l'oli amb infiltracions surrealistes que dialoguen amb un tipus de Realisme màgic molt personal i començà a exposar per diferents galeries.

## Premis i exposicions
Llista de premis i exposicions de Marcial Gómez Parejo:
- 1969: Barcelona, Primer Premi de Dibuix d'estampat per prendes femenines al I Concurs del Dibuix Tèxtil[5]
- 1971: Barcelona, Accésit al III Concurs del Dibuix Tèxtil[6]
- 1978: Galeria Haurie, Sevilla.
- 1978: El nou realisme i l'escola sevillana en Galeria Heller, Madrid. (exposició col·lectiva)
- 1979: Homenatge al Bosco a la Galeria Majke Hüsstege, 's-Hertogenbosch, Països Baixos. (exposició col·lectiva)
- 1980: Galeria Heller, Madrid.
- 1980: Galeria Lieve-Hemel d'Amsterdam, Països Baixos. (exposició col·lectiva)
- 1986: Fira ARCO (Fira Internacional d'Art Contemporani), Madrid i Galeria Illcenacolo a Piacenza, Itàlia. (exposició col·lectiva)
- 1987 i 1992: Galeria Rayuela, Madrid.
- 1988: Medalla d'Honor per finalista al Premio Pintores para el 92, de la Caja Provincial de Córdoba, per l'obra Interior en ocres.[7]
- 1989: Galeria Nolde, Navacerrada;
- 1998: Sala d'exposicions Cajasur de Còrdova.
- 2004: Exposició antològica al Palacio de la Merced de la Fundación de Artes Plásticas Rafael Botí, Còrdova.[8]
- 2011: Magischer Realismus aus Spanien. Im Schatten der Träume (A l'ombra dels somnis. Realisme màgic a Espanya) al Panorama Museum, Bad Frankenhausen/Kyffhäuser, Alemanya. (exposició col·lectiva amb Luis Sáez, José Hernández, Eduardo Naranjo, Vicente Arnas, José Veiés i Dino Valls)[9]

## Galeria

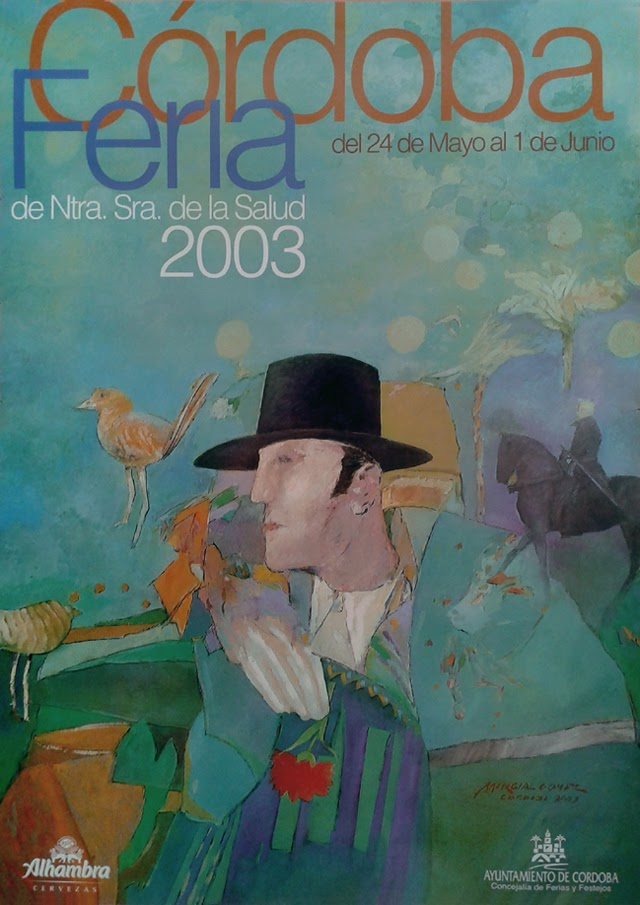
Cartell de la Feria de Córdoba (2003)
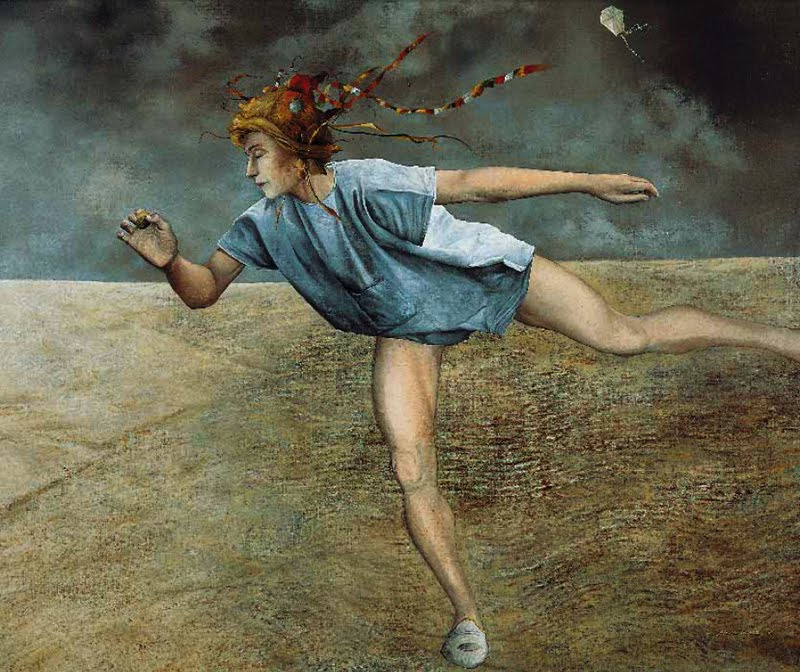
El visionario Oli/taula 150x110cm (1983)
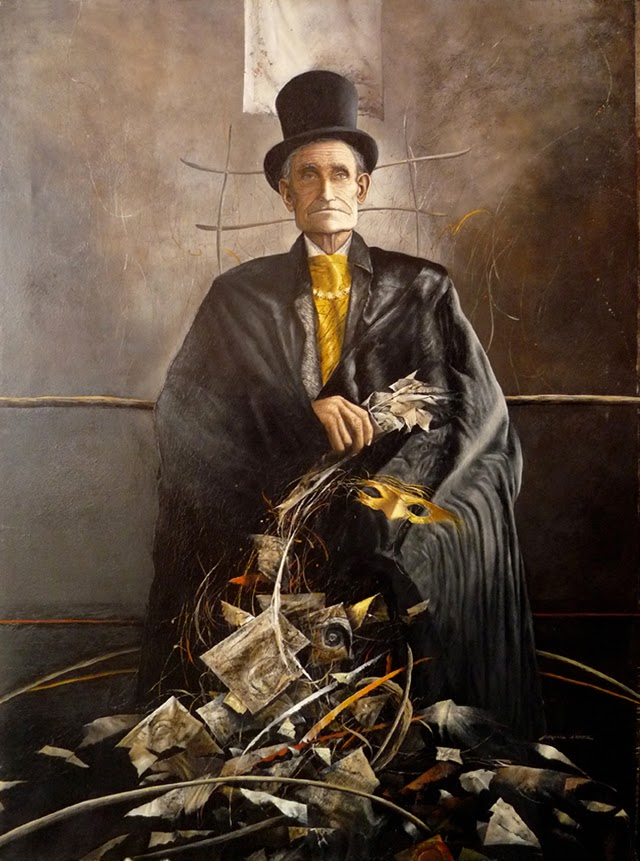
Antonio Oli/tela 110x90cm (1981)
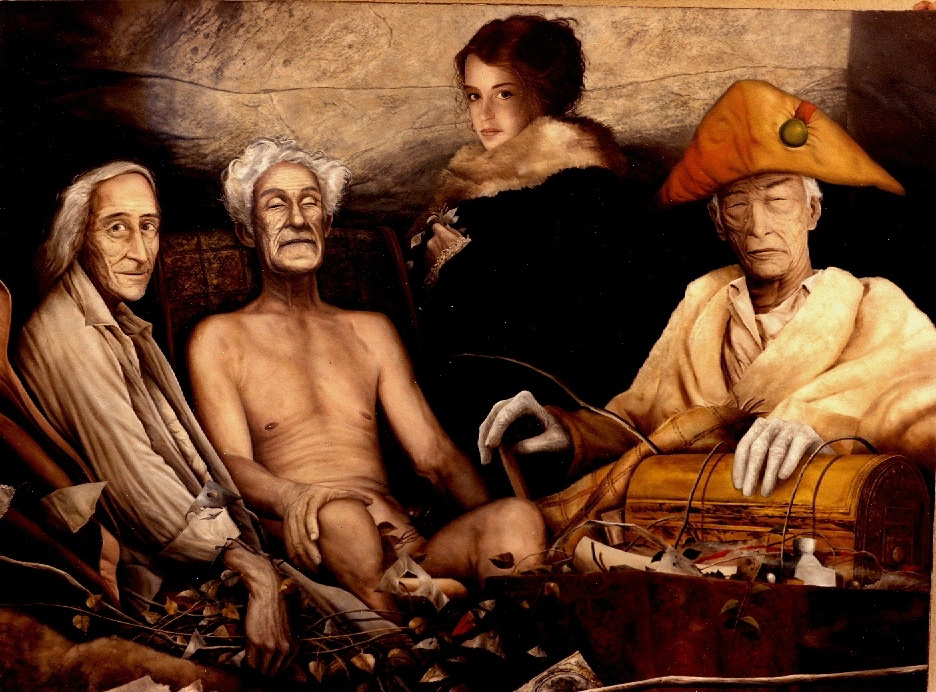
El sueño de un caduco Oli/tela 180x140cm (1980)
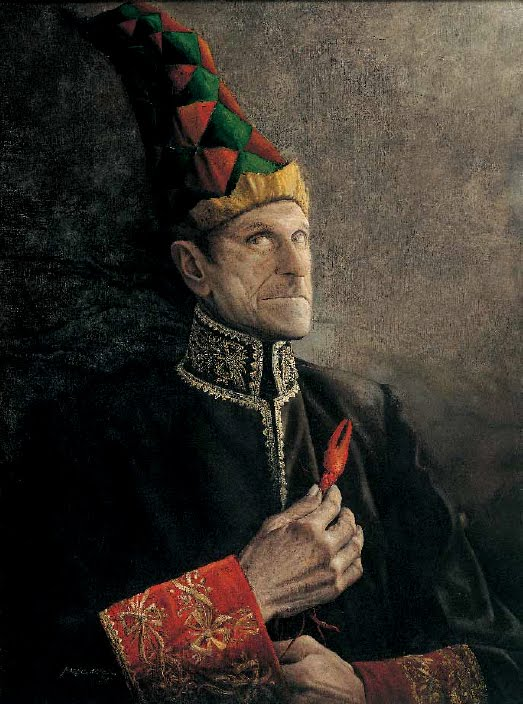
El hombre del crustáceo Oli/tela 85x65cm (1980)
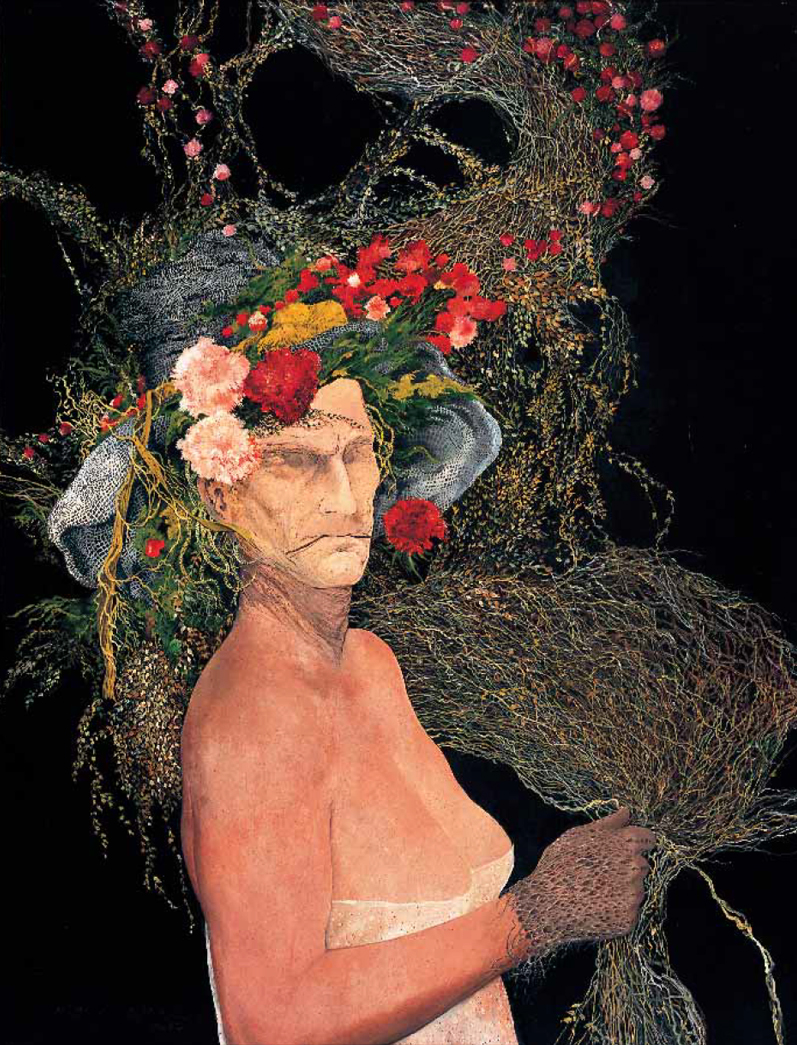
Antonella Oli/taula 80x80cm (1979)
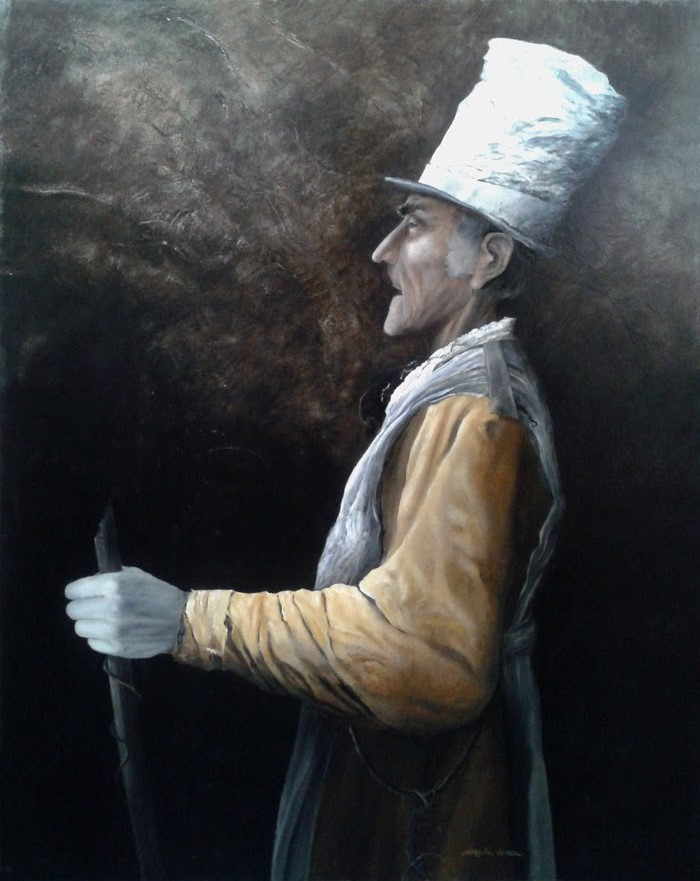
S.T. Oli/taula 75x50cm (1976)
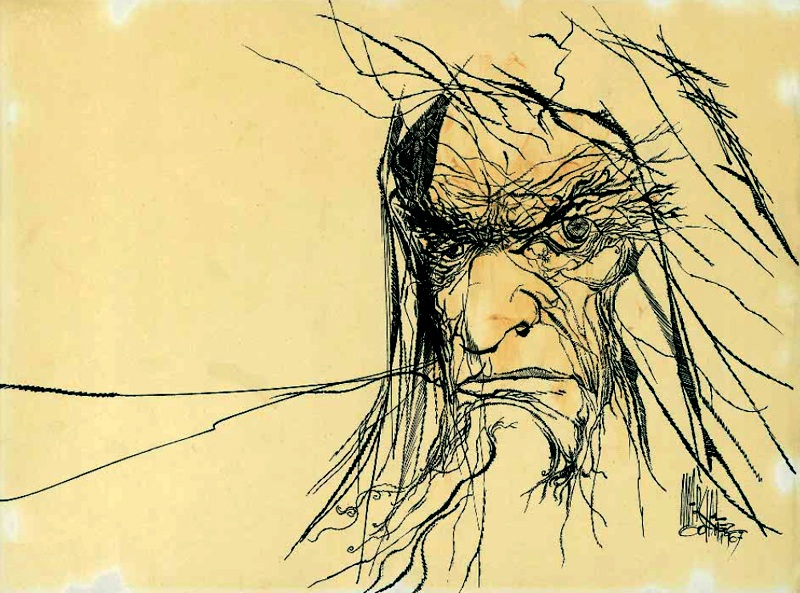
S/T. Tinta/paper 30x21cm (1967)